# Mon pire cauchemar
Mon pire cauchemar (título en español: Mi peor pesadilla) es una película de comedia dramática franco-belga y dirigida por Anne Fontaine, protagonizada por Isabelle Huppert , Benoît Poelvoorde y André Dussollier .

## Sinopsis
Una mujer profesionista se relaciona con un hombre que vive en su camioneta después de que sus dos hijos se vuelven mejores amigos.

## Reparto
- Isabelle Huppert como Agathe Novic
- Benoît Poelvoorde como Patrick Demeuleu
- André Dussollier como François Dambreville
- Virginie Efira como Julie
- Corentin Devroey como Tony
- Donatien Suner como Adrien
- Aurélien Recoing como Thierry
- Éric Berger como Sébastien
- Philippe Magnan como el director
- Bruno Podalydès como Marc-Henri
- Samir Guesmi como el inspector
- Jean-Luc Couchard como Milou Demeuleu
- Émilie Gavois-Kahn como Sylvie / Karen

## Recepción de la crítica
"Mi peor pesadilla" fue evaluada como una "comedia burguesa francesa absolutamente convencional". Aun así, también se deseará "visible" solo por su elenco.
Isabelle Huppert fue especialmente elogiada por hacer creíble la transformación de Agathe. La actuación de Benoît Poelvoorde fue reconocida como "a menudo irritable e hilarante". Diego Costa escribió para Slant Magazine"Mi peor pesadilla" fue acuñado por un tipo de humor muy francés que podría "pasar por alto a la audiencia estadounidense".